# Ernest de Gengenbach
Pour les articles homonymes, voir Sylvius.
Ernest de Gengenbach ou Ernest Gengenbach, aussi connu sous le nom de Jean Genbach, né le 6 novembre 1903 à Gruey-lès-Surance (Vosges) et mort le 26 décembre 1979 à Châteauneuf-en-Thymerais (Eure-et-Loir), est un ex-séminariste, écrivain et poète français, auteur d'écrits surréalistes, mystiques et occultistes. Il publia trois livres satanistes et érotiques sous le pseudonyme de Jehan Sylvius.

## Biographie
Ernest Joseph Jules Marie Gengenbach est le fils de Joseph Gengenbach, militaire de carrière, et de Marie-Héloïse Viard. Son père est tué pendant la Première Guerre mondiale. Sa mère, très pieuse, doit alors s'occuper seule de ses cinq enfants, dont l'aîné, Ernest, n'a que quinze ans. Le jeune homme est destiné au petit séminaire Saint Colomban de Luxeuil, puis il entre au grand séminaire de Saint-Dié, sans qu'on lui ait demandé son avis. C'est à cette époque, en 1924, alors qu'il a vingt et un ans et se trouve en stage chez les jésuites au lycée Saint-Louis-de-Gonzague, qu'a lieu le moment crucial de sa vie, qu'il relate dans Satan à Paris (1927), repris ensuite dans L'Expérience démoniaque : un jour, il s'échappe de l'externat du Trocadéro pour aller voir une pièce de théâtre, Romance, dans laquelle joue Régine Flory. Il tombe amoureux de la comédienne qui l'emmène pour une nuit de débauche au bal Romano de la rue de Caumartin. Revenu au séminaire, il est dénoncé par un camarade et chassé de l'institution. Piteux, il rentre chez sa mère, qui apprend l'aventure par une lettre de l'évêque de Saint-Dié. Elle lui demande de quitter le pays.
Blessé, meurtri, le jeune Ernest, abandonné par l'actrice qui ne veut plus de lui maintenant qu'il n'a plus aucune attache, se réfugie sur les rives du lac de Gérardmer et a des pensées suicidaires. C'est aussi le moment où il commence à perdre « la notion de personnalité réelle de ce que je pourrais appeler moi. Je finis par m'apercevoir que l'image projetée hors de moi n'était pas distincte de moi, qu'elle était moi-même dédoublé et déroulé à travers les siècles ». Dans cet état d'esprit, il ne peut qu'être réceptif aux échos du surréalisme qui militait pour une « libération totale de l'esprit », comme il l'écrira plus tard dans L'Expérience démoniaque (1949) : « Le surréalisme est un mouvement de révolte totale contre ce qui ligote l'homme, lui fait croire à son impuissance, à son ignorance, à son emprisonnement dans le réel créé et le pousse à se résigner à sa condition d'homme. Il est une confiance éperdue dans le devenir de l'homme, une attente messianique de ce qui pourra être à la place de ce qui est. […] En somme, le surréalisme est un refus de ce qui est, un acte de foi en les possibilités illimitées de l'imagination, un mépris de l'intelligence raisonnante incapable de parvenir à la vérité, à plus forte raison à la croyance ; il est la libération du subconscient de l'âme de tout ce qu'on y refoule : rêves dangereux, instincts monstrueux, désirs insensés. »
C'est alors qu'il lit l'enquête du numéro 2 de La Révolution surréaliste (janvier 1925) sur le suicide (« On vit, on meurt. Quelle est la part de volonté en tout cela ? Il semble qu'on se tue comme on rêve. Ce n'est pas une question morale que nous posons : le suicide est-il une solution ? »). Il envoie à la revue une lettre relatant son expérience et des photos de lui-même en soutane, de l'actrice aimée et du lac de Gérardmer. Il y écrit notamment : « Je veux que l'on sache ce que les gens d’Église ont fait de moi : un désespéré, un révolté et un nihiliste. » Le tout sera publié dans le numéro 5 de La Révolution surréaliste (octobre 1925). Il rencontre André Breton et tombe immédiatement sous le charme du poète, le considérant comme la réincarnation de l'antipape d'Avignon, Pietro di Luna : « La fantaisie me prit de revêtir ma soutane pour me présenter à André Breton. Dans le train qui m'emmenait vers Troyes, j'étais bouleversé d'émotion. J'avais comme le pressentiment que ce n'était pas un homme que j'allais rencontrer, mais une sorte d'archétype, de mage, d'ambassadeur de Lucifer. » Une brève entrevue dans la gare de Troyes assure Breton qu'une forte passion de vivre hors de la norme religieuse l'habite. En 1926, un échange de correspondance, publié dans La Révolution surréaliste, témoigne de son esprit surréaliste, même si son arrivée dans le groupe ne se fait pas sans heurt, notamment avec Benjamin Péret qui le gifle. Mais finalement on s'intéresse à ce prêtre défroqué et sulfureux qui se vante d'être le premier surréaliste sataniste, milite pour un érotisme de la transgression, proche en cela de Georges Bataille. 
Il collabore à la revue sous le nom de Jean Genbach, puis sous celui d'Ernest de Gengenbach. S'il porte encore la soutane, à laquelle il accroche un œillet rouge, c'est pour favoriser ses conquêtes amoureuses. Il se présente comme « possédé démoniaque conscient », et comme la réincarnation de Dom Robert Jolivet, abbé de l'Abbaye du Mont-Saint-Michel du XVe siècle, dans une conférence sur Satan à Paris, prononcée à la salle Adyar du Centre théosophique de Paris le 3 avril 1927. La conférence est introduite par André Breton qui lance : « le culte du Démon est moins insane que celui de Dieu. [...] Satan puisse-t-il être à Paris et M. Jean Genbach nous rendre cette bonne soif et cette grande faim-là ! » L'âme déchirée et schizophrène de Gengenbach oscille désormais entre la trahison de sa « famille catholique », sa vocation première (qu'évoquent ses poèmes sous le signe de son double, L'Abbé de l'Abbaye), et la tentation démoniaque et anarchiste. Refusant d'effectuer son service militaire, il est interné à l'hôpital militaire Sédillot en service de psychiatrie. Sous le pseudonyme de Jehan Sylvius, avec Pierre de Ruynes (Pierre Renaud), il publie en 1931 La Papesse du diable, roman de mystère, de magie et d'amour, un roman à la fois fantastique, apocalyptique et érotique. Le groupe surréaliste l'exclut dès 1930, après qu'il eut rejoint l'Église au sein de laquelle il prétend fonder une religion diabolique ; il rompt définitivement avec le surréalisme après le suicide de René Crevel en 1935, même si, comme Breton, il estimera toujours que « la vie humaine est à repassionner ».
En relation avec Edwige Feuillère et Pierre Fresnay, il eut aussi après guerre le projet, avorté, d'un film dont il avait écrit le scénario, Judas, moine maudit : l'histoire d'un jeune prêtre, vampirisé par le fantôme de Judas, qui s'éprend d'une star de cinéma devenue, à la suite d'un pacte avec Satan, la réincarnation de Salomé, la danseuse assassine du prophète saint Jean Baptiste.
Toute sa vie, il aura dénoncé un monde désacralisé et déshumanisé, « un monde glacial, automatisé et sans âme », et lui aura opposé une « surréalité érotique ». Il s'avère en cela plus proche de Salvador Dali que de Breton, auquel il reproche finalement de s'être « asphyxié et amputé volontairement », « en écartant systématiquement le sacré, le religieux, le mystique de son champ d'exploration ». Selon lui, « une seule chose empêche la vie d'être un absurde cauchemar, c'est l'amour… » C'est ainsi qu'il réunit mystique et érotisme, tentant de concilier « son amour du religieux et son amour du profane », comme disait Breton, et faisant sienne l'affirmation de Georges Bataille qui unit « les élans de la religion chrétienne et ceux de la vie érotique ».
Après guerre, il a une aventure sulfureuse avec une aventurière compromise dans la collaboration, qui serait à l'origine des arrestations de Charles Delestraint et de Jean Moulin, et reconvertie dans l'occultisme, Lydie Bastien. Il relate son aventure avec cette « beauté fatale », « luciférienne », qui collectionne les relations avec des hommes riches et influents, et son expérience d'amant torturé, dans sa pseudo-autobiographie, ou plutôt selon ses termes sa « phantas-biographie-romancée » intitulée L'Expérience démoniaque (1949). Ce livre apparaît comme les confessions d’un prêtre converti au surréalisme. En perpétuelle hésitation entre l'asile, les messes noires ou le cloître, Gengenbach retrace les grandes heures d’une existence vouée au scandale, où défilent tour à tour Louis Aragon, Antonin Artaud, Joséphine Baker, Georges Bernanos, André Breton, Jean Cocteau, René Crevel, Robert Desnos, Paul Éluard, Edwige Feuillère, Jacques Maritain, Olivier Messiaen, Henry Miller, François Mauriac, Maurice Sachs, Jean-Paul Sartre et beaucoup d'autres. S'y lit la libre aventure d'un homme, mais aussi une obscure maladie de l'esprit. Gengenbach présente le récit de sa vie comme celui d'un double : « Je revendique ici le récit de la vie de Frère Colomban de Jumièges, le moine olivétain que j'aurais dû être et qui demeure, au travers de mes souffrances et de mes échecs dans la vie mondaine que j'ai choisie, une sorte de “double” grâce auquel j'ai pris conscience de mes élans et de mes abjections. » Dans Adieu à Satan (1952), écrit « pour le verser au dossier de l'épopée intellectuelle de notre temps », il évoque ses souvenirs sur André Breton, Salvador Dali, Antonin Artaud, et d'autres du mouvement surréaliste.
Il connaît des déboires financiers dans les années 1950 et a d'importantes dettes envers son libraire Le Soleil dans la tête. En 1951, il se retire dans un petit village du sud de la France, La Tourette-Cabardès, où il vit modestement jusqu'en 1968. Cette retraite est toutefois entrecoupée de voyages en France et à l'étranger. Ses relations avec Ferhat Abbas, qu'il rencontra à Alger au début des années 1930, et sa connaissance de l'histoire hispano-mauresque font de lui le diplomate pour une mission secrète – au Maroc, en Espagne et surtout en Algérie – décidée par l'Élysée, le ministre des Affaires de l'Algérie Louis Joxe et le Vatican, pour essayer de persuader les intellectuels et les politiciens partisans du FLN que la seule solution était une Fédération franco-musulmane en Algérie[réf. nécessaire].
La figure d'Ernest de Gengenbach, telle qu'elle apparaît dans la succession de ses œuvres autobiographiques ou pseudo-autobiographiques, reste finalement entourée de mystère, enveloppée dans les replis d'un mythe personnel qui recouvre et masque la personne réelle de l'écrivain. André Breton avait tout de suite entrevu le double niveau d'existence de l'ex-abbé Gengenbach, écrivant dans sa présentation de la conférence de 1927 sur Satan à Paris : « M. Gengenbach portait la soutane qui ne le quittera plus, quand bien même il en vêtirait ses maîtresses, quand bien même il la donnerait à teindre aussi souvent qu'un homme change d'idées. » Après la guerre, sa vie est marquée par une déréliction maniaco-dépressive, alternant retraites monastiques, prisons et internements en centres psychiatriques. Malade, amputé de la jambe droite, il meurt le 26 décembre 1979 à Châteauneuf-en-Thymerais.
La Bibliothèque municipale de Saint-Dié conserve la bibliothèque de l'auteur et ses manuscrits.

## Publications
- L'Abbé de l'Abbaye. Poèmes supernaturalistes, avec 16 bois gravés d'Alexandre Alexeïeff, Paris, La Tour d'Ivoire, 1927.
- Satan à Paris, Paris, H. Meslin éditeur, 1927 ; rééd. Albi, Passage du Nord-Ouest, 2003.
- Sous le pseudonyme de Jehan Sylvius, avec Pierre de Ruynes (Pierre Renaud), La Papesse du diable, roman de mystère, de magie et d'amour, Paris, Éditions de Lutèce, 1931 ; rééd. Paris, Éric Losfeld, coll. « Textes insolites », 1958 ; rééd. Toulouse, Éditions Ombres, 2001.
- Surréalisme et Christianisme, Rennes, Imprimerie bretonne, Brunoy, chez l'auteur, s.d. (1938).
- Espis, un nouveau Lourdes ? Des Ténèbres Sataniques à l'Étoile du Matin, Paris, Imprimerie de A. Fauvel, 1949 ; réédition précédée d'une lettre inédite de l'auteur et préfacée par Philippe Didion, Lyon, Marc-Gabriel Malfant, 2019.
- Judas ou le vampire surréaliste, Paris, Éditions Premières, 1949 ; rééd. Paris, Éric Losfeld, 1970 ; rééd. avec une préface d'Arnaud Gonzague, Paris, Éditions Cartouche, 2010.
- L'Expérience démoniaque racontée par Frère Colomban de Jumièges, Paris, Éditions de Minuit, 1949 ; rééd. Paris, Éric Losfeld, Le Terrain vague, 1968 ; rééd. Rosières en Haye, Camion noir, 2012.
- Adieu à Satan, S.l. (Bruxelles), L'Écran du Monde, 1952.